# Geografia da Póvoa de Varzim

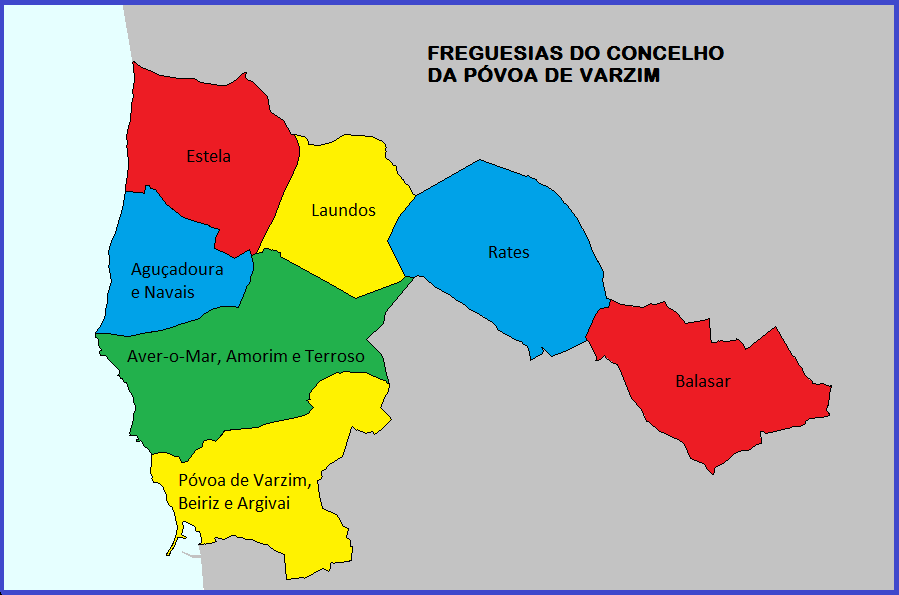
Mapa com as sete freguesias da Póvoa de Varzim (desde 2013).

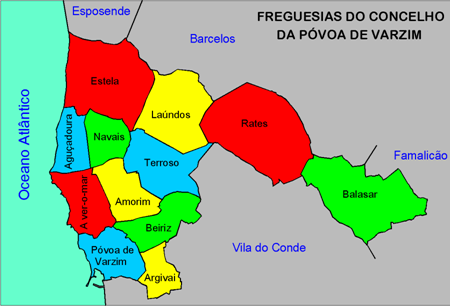
Mapa com as doze freguesias da Póvoa de Varzim (vigorou até à reforma administrativa de 2013).

Ocupando uma área de 8224 hectares, a Póvoa de Varzim localiza-se entre os rios Cávado e Ave, ou, de uma forma mais abrangente, a meio caminho entre os rios Minho e Douro, na costa norte de Portugal (também conhecida como Costa Verde). Embora pela reforma administrativa de 1936 tenha sido integrada no Douro Litoral (com o qual partilha tradições culturais e históricas), tal é discutível, pois a Póvoa, por se achar numa região de transição (neste caso, entre o Douro Litoral e a velha província do Minho), tem também características tipicamente minhotas, pelo que é talvez preferível reconhecer a Póvoa como integrada na antiga região, mais abrangente, do Entre-Douro-e-Minho, dada até a sua posição geográfica central nessa região.
O município acha-se limitado a Norte pelo concelho de Esposende, a Nordeste por Barcelos, a Leste pelo de Vila Nova de Famalicão e a Sul por Vila do Conde. A poente, é banhado pelo oceano Atlântico.

## Geografia física

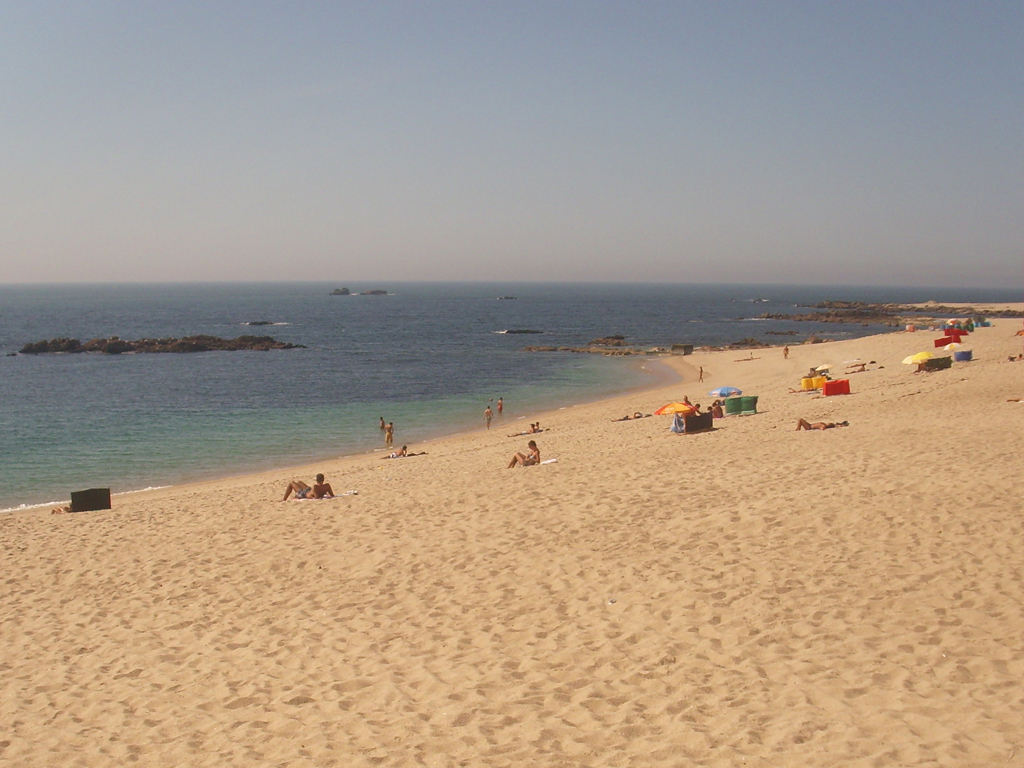
A Enseada da Lagoa.

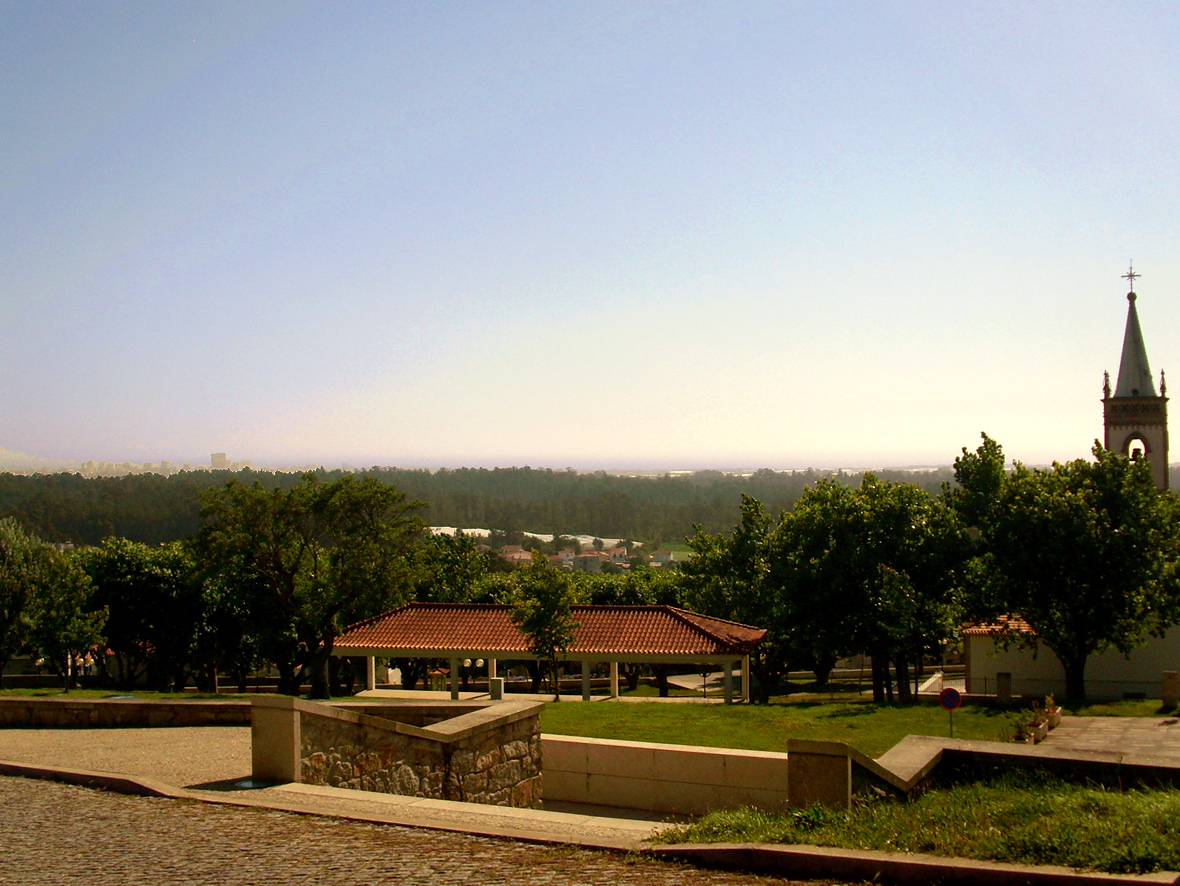
Do sopé do Monte de São Félix vislumbra-se o anel verde (bouças) que envolve a cidade (visível a 7km de distância) e as zonas suburbanas do concelho.

As arribas rochosas, comuns desde a foz do Rio Minho, desaparecem na Póvoa de Varzim dando lugar a uma planície litoral. A planície é originada a partir de uma antiga plataforma marítima que confere um solo arenoso à terra varzinense, atravessando os litorais das freguesias da Póvoa, A Ver-o-Mar, Navais até à Aguçadoura e Estela, formando-se dunas, principalmente no norte da Aguçadoura.
Vagueando pela costa sobressai o cabo de Santo André que é, possivelmente, o Promontório Avarus referido por Ptolomeu, geógrafo da Grécia Antiga, no território dos Callaici.
A amplitude altimétrica do concelho é de 190 metros. Na paisagem sobressaem o monte de São Félix (202 metros) e o monte da Cividade (155 m). Apesar da pouca elevação, a predominância da planície faz com que estas elevações sejam pontos de referência evidentes no horizonte. A cadeia montanhosa chamada serra de Rates divide o concelho em duas áreas distintas: a planície litoral dá lugar aos montes; as florestas tornam-se mais abundantes e o solo tem menor influência marinha. Nesta paisagem dominada pela planície e colinas de pouca altitude e de declives bastante suaves, apenas a encosta da Corga da Soalheira (150 m), na faixa interior, adquire alguma relevância.
Aprisionada entre o mar e a serra, a cidade domina a planície litoral. Pelo sul, existe uma continuidade urbana com Vila do Conde, uma outra cidade e município, estabelecendo-se como o limite sul.
A hidrografia do município é muito pouco expressiva em termos de grandes caudais, mas compreende numerosos pequenos cursos de água devido ao relevo da planície litoral.
Alguns destes cursos de água são permanentes, sendo o rio Este, um afluente do rio Ave, o maior. O rio do Esteiro nasce na base do monte da Cividade e desagua na praia de Aver-o-Mar e o rio Alto nasce no sopé do Monte de São Félix para desaguar na praia do Rio Alto. A terra é bem irrigada, sendo muito comum o aparecimento de fontes e poços, dado que, muitas vezes, o lençol freático está próximo à superfície.

## Clima
A região possuiu um microclima próprio, sendo privilegiada nesse aspecto dado que é considerada a região menos sujeita a geadas em todo o Norte de Portugal devido aos ventos de Inverno que, normalmente, sopram de Sul e Sudoeste.
Ventos do Norte levantam-se, normalmente, no Verão depois do meio dia e são designados de Nortadas, e tal como os nevoeiros típicos desta estação acabam por refrescar o ar e são característicos da Póvoa num clima que se classifica como temperado marítimo. O concelho possui Verões amenos e Invernos suaves, com temperaturas médias que oscilam entre os 12,5 e os 15 graus. A precipitação varia entre os 1200 e os 1400 mm anuais.

## Ambiente

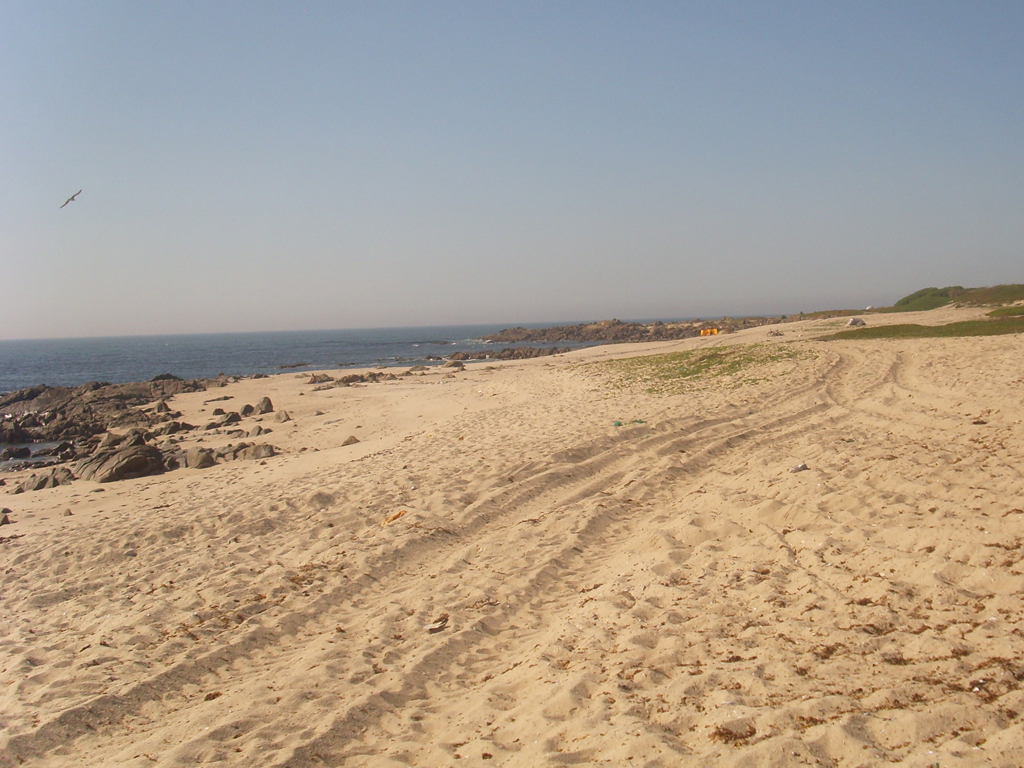
Ecossistema dunar na Praia do Quião, com marcas de passagem de um veículo pelo areal.

As manchas florestais sofrem de uma forte pressão demográfica e da agricultura intensiva. A cobertura florestal é ainda relevante nas paróquias que abraçam a Serra de Rates, cuja flora se distingue pelas carvalheiras, azevinho e carquejeiras. No século XVIII, o mosteiro de Tibães procedeu ao plantio de pinhais, que caracterizam a freguesia da Estela. No passado predominava a floresta atlântica, com árvores de médio e grande porte, tais como carvalhos, freixos, aveleiras, medronheiros, azinheiras e amieiros.
Os penedos ao longo de toda a costa, que dividem os extensos areais, são verdadeiros viveiros de moluscos, peixes e algas. Os penedos e as dunas são ecossistemas que possuem uma riqueza ecológica importante, mas ameaçados por veraneantes, desportos nas dunas e construções costeiras.
A areia oriunda da barra da Póvoa e a do areal em que assenta a freguesia da Aguçadoura tem sido extraída e negociada para a construção civil. Este comportamento tem causado problemas ecológicos, em especial na Aguçadoura, cujas masseiras dependem da areia, mas que tem sido vendida pelos próprios agricultores que procuram o lucro fácil, recorrendo ao uso de estufas.
A Póvoa de Varzim e outros municípios do Grande Porto têm um plano estratégico de ambiente para o Grande Porto - o «Futuro Sustentável» - em que se pretende saber dos problemas, criar soluções e novos projectos ambientais para o Grande Porto que vá de encontro aos desejos dos seus cidadãos.
Na órbita urbana, o Parque da Cidade (800 mil m2)  que se estenderá desde a auto-estrada A28 até à lagoa da Pedreira e contemplará áreas densamente arborizadas, clareiras, montes, um novo lago e área desportiva, que com excepção desta área desportiva, não passa ainda de uma promessa. O Verde Urbano do Anjo, de importância paisagística para a cidade – dado ser uma mancha florestal composta por carvalheiras, será complementado com um parque rural.

## Área urbana

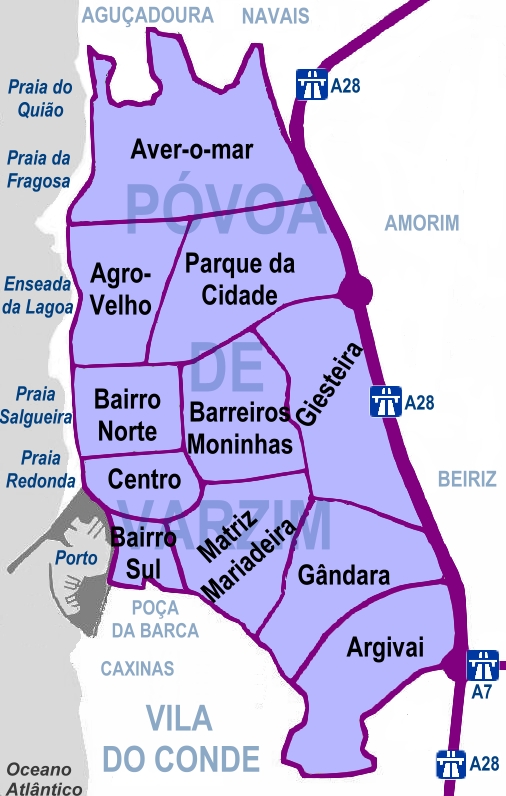
A cidade da Póvoa de Varzim assenta numa área total de 12,8 km^{2} e está dividida em 11 partes.

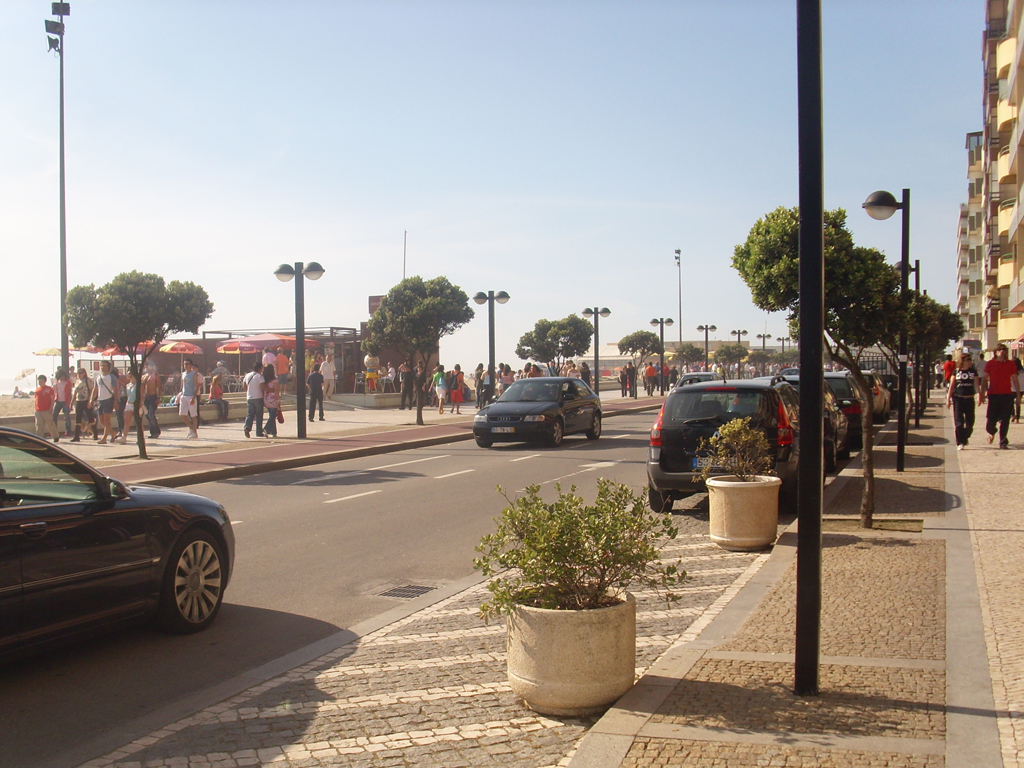
Bairro Norte

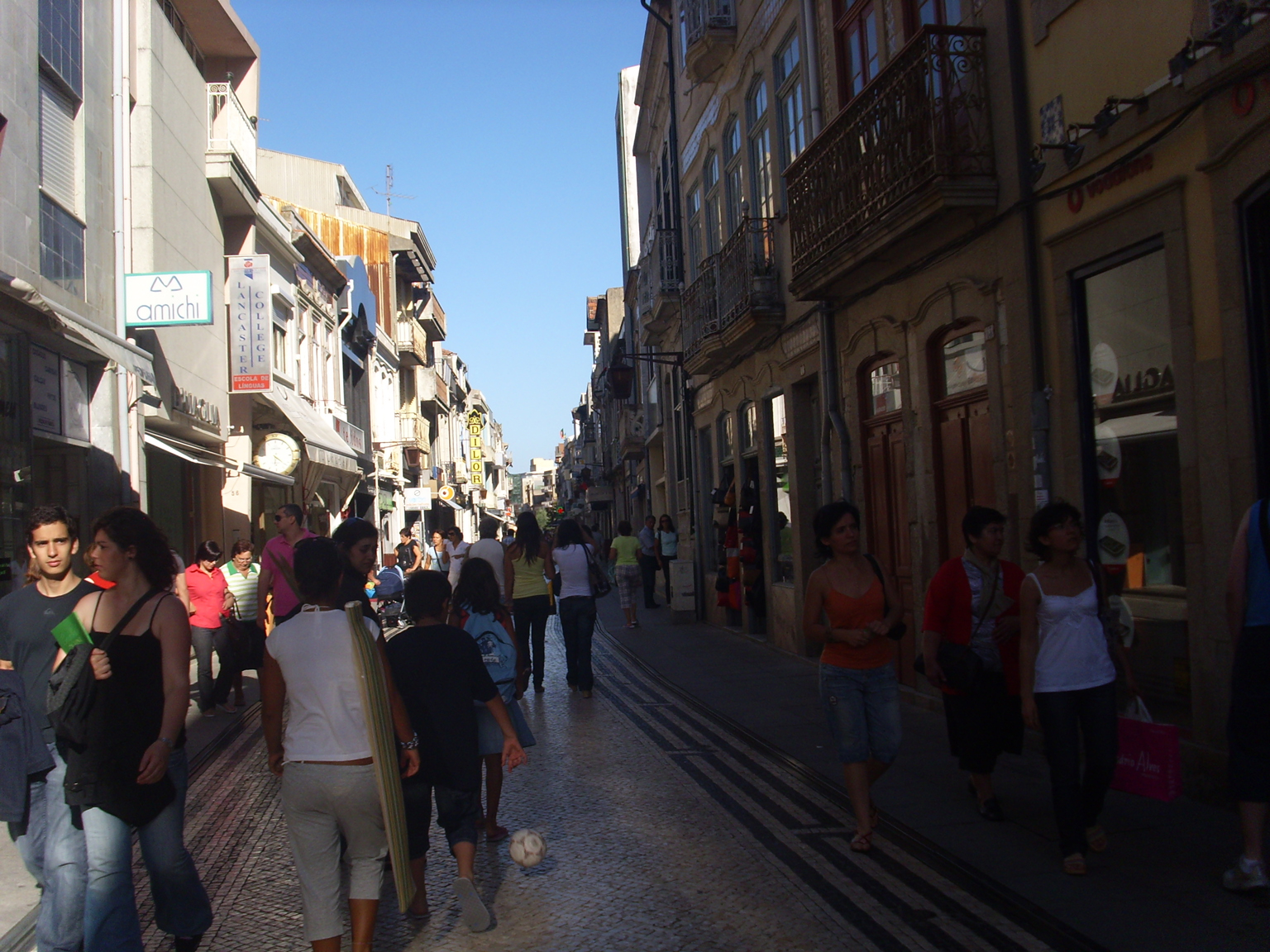
Centro da cidade

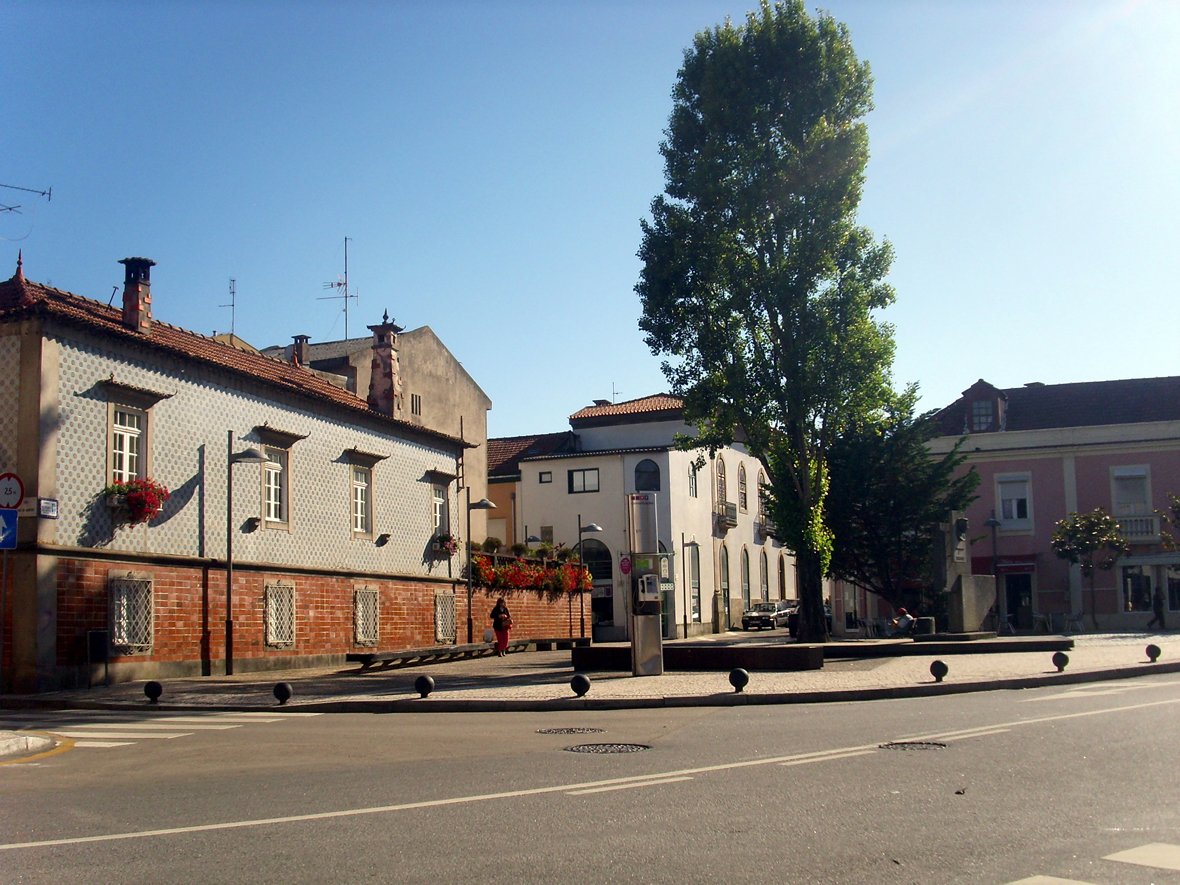
Bairro Sul

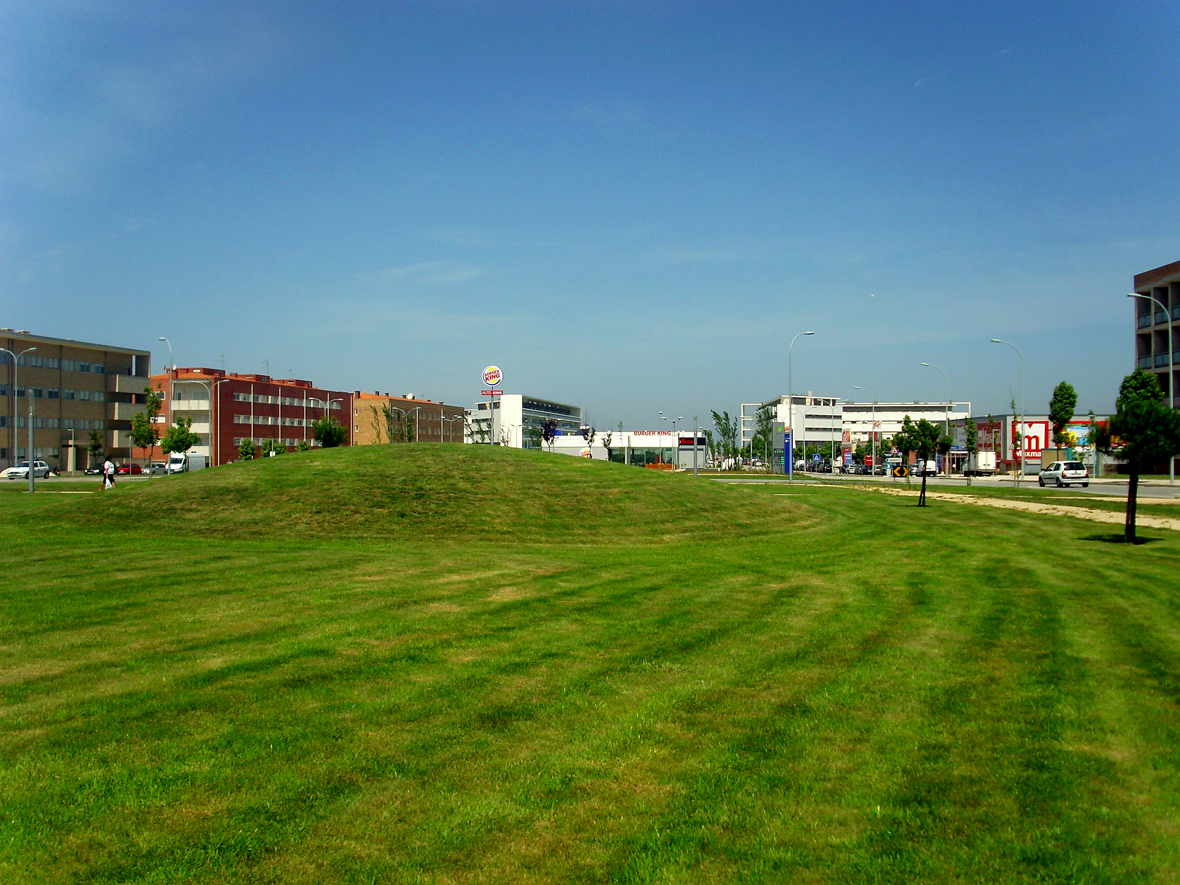
Barreiros

A cidade da Póvoa de Varzim é constituída por onze Partes, que são bairros da cidade e de diferenciação essencialmente popular e topológica. A divisão da Póvoa de Varzim em bairros é feita a partir de meados do século XIX, divisão essa feita pelo então administrador do concelho e aprovada pela municipalidade, cuja denominação se baseava na igreja que se situava no respectivo ângulo. A cidade estava então dividida em três bairros, o Bairro da Conceição, o Bairro da Lapa e o Bairro de S. José. Estes três bairros continuam ainda hoje a ser a espinha dorsal dos bairros poveiros e as suas denominações foram secularizadas, no século XX, como Bairro da Matriz, Bairro Sul e Bairro Norte. Formando cada um deles uma freguesia eclesiástica ou paróquia desde 1937.
A cidade contemporânea, como delimitada no Plano de Urbanização, assenta em território das freguesias da Póvoa de Varzim, Argivai e Aver-o-Mar, além de pequenas porções em Beiriz e Amorim, possuindo 12,8 km2 e 42 396 habitantes (2001). Para o INE, todo o concelho da Póvoa de Varzim é predominantemente urbano, se bem que note que o Centro Urbano da Póvoa de Varzim seja composto por 6 das 12 freguesias: Póvoa de Varzim, Aver-o-Mar, Argivai, Beiriz, Aguçadoura e Amorim, num total de 26 km2 e 49 574 habitantes (2001).
A cidade começou por ser uma vila interior que se foi estendendo para a costa. O Bairro da Matriz era um povoado significativo no século XIV, cujo núcleo foi o centro por onde a cidade cresceu e corresponde à zona histórica da cidade, sendo o bairro composto por casario antigo e de carácter unifamiliar.
O Bairro Sul constituiu-se a partir da população de pescadores oriundos do Bairro da Matriz, e a sua estrutura de ruas paralelas à costa com casario piscatório - «colmeia dos pescadores» - já se encontrava razoavelmente desenvolvida no século XVIII.
O Bairro Norte desenvolveu-se no começo do século XX com ruas paralelas ao mar, tal como o Bairro Sul. Dado ter-se tornado numa zona balnear, tornou-se muito urbanizado, o mais populoso e com edifícios bastante altos. Este bairro tem provocado o desenvolvimento de áreas vizinhas, sobretudo Agro-Velho, Barreiros e Parque da Cidade.
A Mariadeira, Regufe, Penalves e Gândara são lugares antigos, mas ainda pouco desenvolvidos, possuindo diferentes topologias e de carácter quase exclusivamente residencial com pequenas centralidades. A actual zona Centro tem um carácter oposto às anteriores, nomeadamente a Junqueira que se tornou num bairro comercial.
O Bairro de Belém (Giesteira), que mantém o seu aspecto rural situado no interior da cidade, originou-se a partir da antiga aldeia da Giesteira que com Argivai constituía outrora o núcleo principal do povoamento antes do século XIV, cujos lavradores ajudaram na instalação da "póvoa" no litoral.
Aver-o-Mar ganhou carácter distinto devido à mistura das vivências rural e piscatória, formando uma comunidade própria de pescadores-lavradores. Com excepção do Quião, que, na zona norte, mantém uma identidade piscatória ilesa e se diferencia pelas moradias unifamiliares que cresceram de forma espontânea com estrutura ortogonal. O restante tem vindo a ser urbanizado a partir do Bairro Norte.
Os presentes limites da cidade encontram-se definidos por uma resolução do Conselho de Ministros de 5 de Janeiro de 2006 que decreta que "a organização espacial da cidade [é] coincidente com o perímetro urbano delimitado na planta de zoneamento" do Plano de Urbanização.  Assim a cidade inclui três freguesias (freguesia sede da Póvoa de Varzim, Argivai e Aver-o-Mar), para além de uma parte significativa de Beiriz e outra residual de Amorim também estão incluídas.
Os bairros têm maior importância para a população durante as «rusgas» no qual os seis bairros tradicionais (Bairro de Belém, Bairro da Mariadeira, Bairro da Matriz, Bairro Norte, Bairro de Regufe e Bairro Sul) competem entre si na noite de São Pedro, parte das festas da cidade. As rusgas são algo semelhantes à competição entre bairros nas marchas populares de Lisboa, mas com carácter nortenho.

## Área periurbana

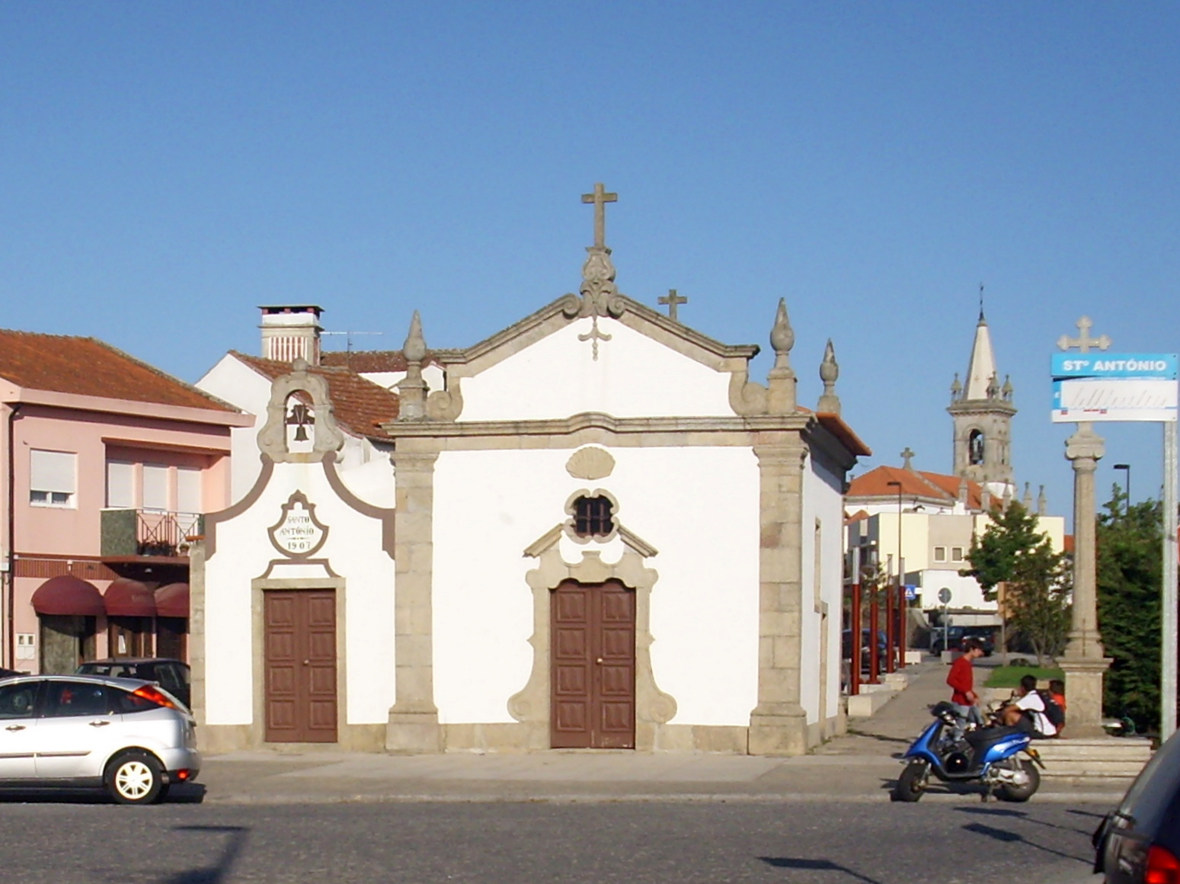
Largo de Santo António de Cadilhe em Amorim.

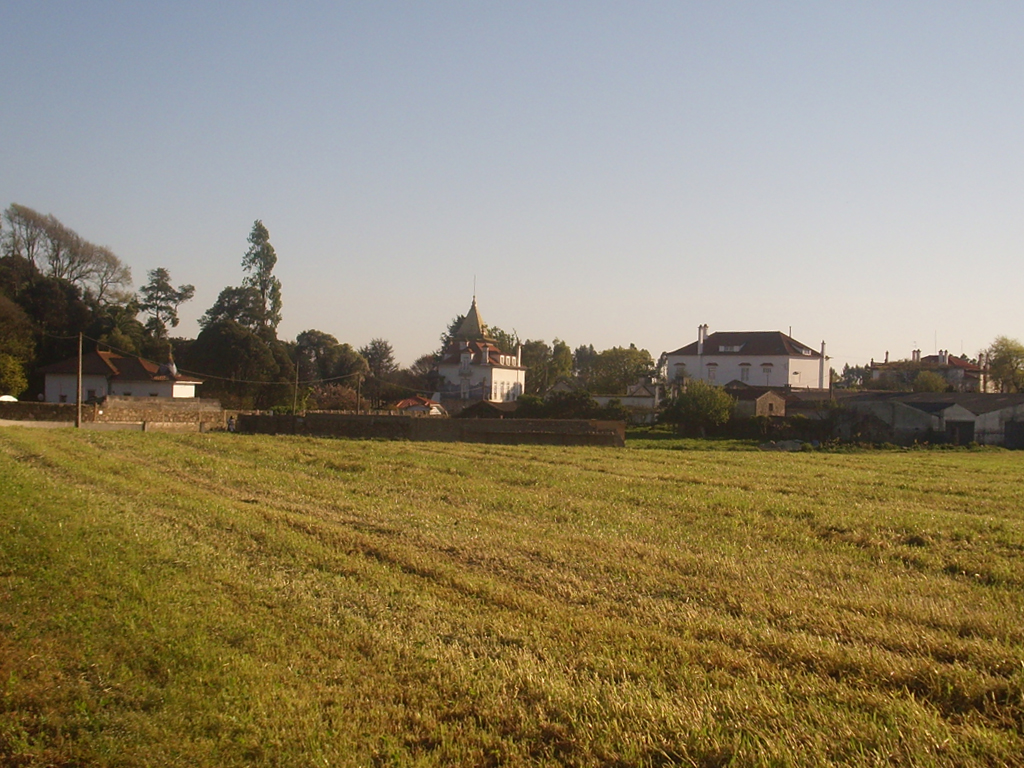
Calves é um lugar com quintas românticas junto à cidade.

A zona periurbana localiza-se na planície litoral em volta da cidade, uma área densamente povoada onde vivem mais de 10 mil habitantes em pouco mais de 10 km2, composta pelas freguesias de Aguçadoura, Amorim e Beiriz.
Para a Aguçadoura, com densidade elevada, no entanto, com estrutura rural, a câmara municipal encontra-se a elaboração o Plano de Urbanização de Aguçadoura (PUag) desde 2008.
Aver-o-Mar e Argivai, freguesias de natureza suburbana e com forte ligação ao centro da cidade, em especial Aver-o-Mar que se destaca no norte de Portugal, segundo o INE, como das freguesias mais suburbanas da região, foram elevadas à condição de urbanas, constituindo partes da cidade.
Beiriz é célebre pelos tapetes de Beiriz e suas quintas e Amorim é popular no município pela sua broa típica comida quente. A Aguçadoura possuiu uma terra muito produtiva, abastecedora de produtos hortícolas.

## Área rural
- Lista de Lugares da Póvoa de Varzim

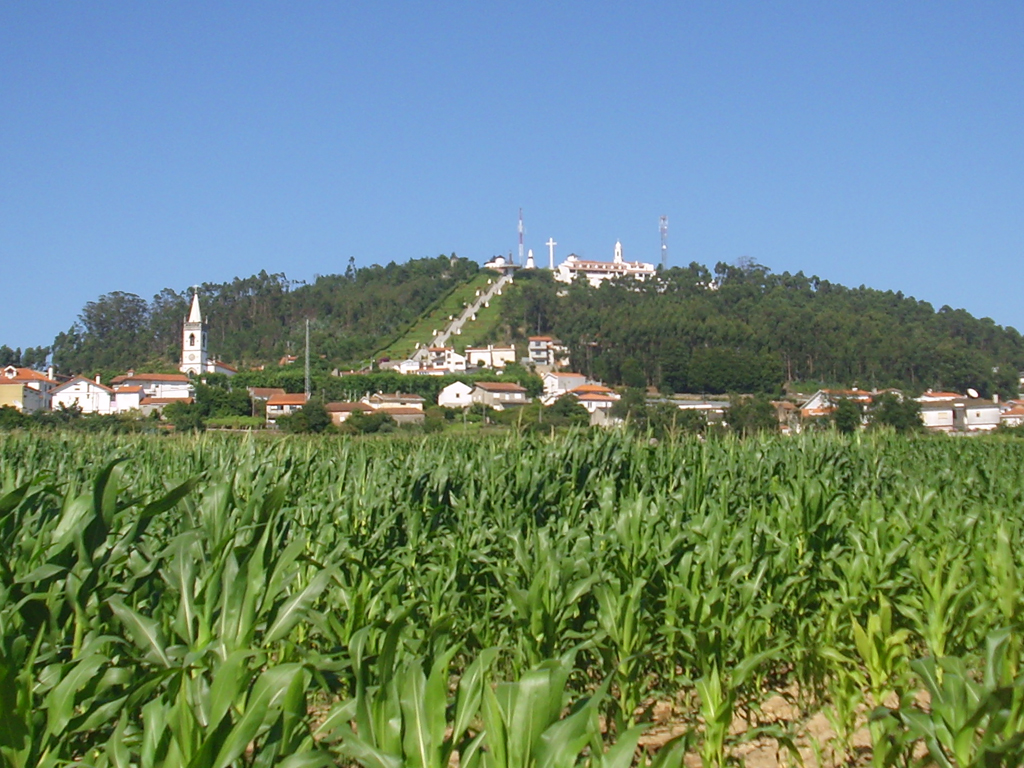
Laundos rodeando o monte sagrado de São Félix.

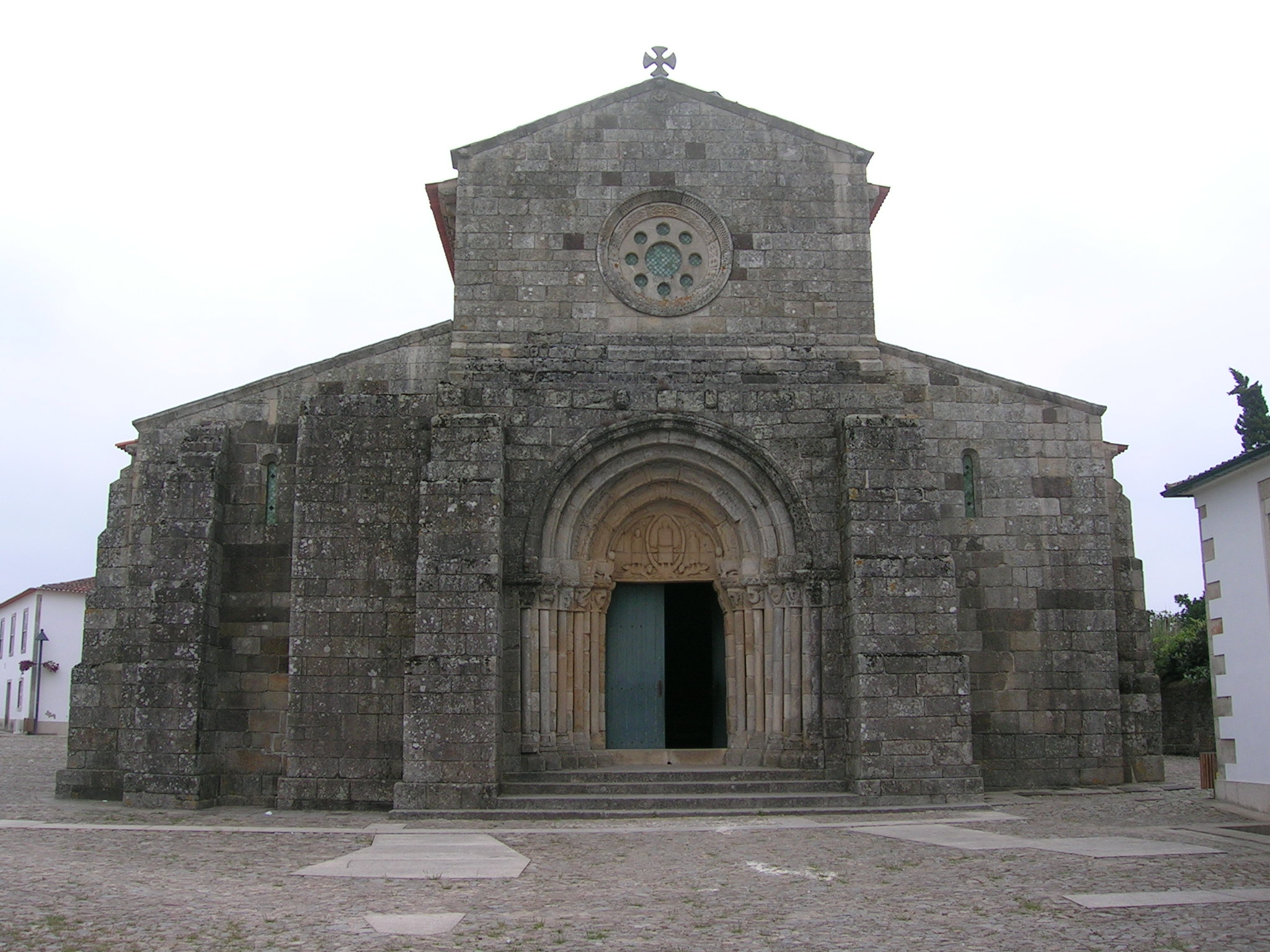
Igreja de São Pedro de Rates.

As zonas medianamente povoadas, mais rurais, é composta pelas freguesias de Balasar, Estela, Laúndos, Navais, Rates e Terroso. Na zona rural, para além das povoações principais, existem pequenas aldeias, nomeadamente: Além, Fontainhas, Gandra, Gestrins, Gresufes, Sejães e Têso.
Nos extensos areais do norte do município encontram-se as freguesias da Aguçadoura, Estela e Navais. Têm aspectos comuns, como a agricultura dunar, as masseiras.
A Estela é uma das zonas mais dinâmicas a nível turístico do concelho, em especial, no lugar do Rio Alto. Muito conhecida em Navais é a Fonte da Moura Encantada (ou do Crasto) situada a nascente da Nacional 13, cuja água, outrora, era usada para celebrar missas, o povo atribuía-lhe lendas e virtudes mágicas, desde uma junta de bois de ouro que ali aparecia até bruxas que ali se penteavam durante a noite.
Nas freguesias de Laundos e Terroso encontram-se os montes da Póvoa - o monte de São Félix e o monte da Cividade. Na Idade Média, São Félix (o eremita) viveria e meditava no primeiro monte; no segundo encontra-se uma das principais cidades da cultura castreja, a Cividade de Terroso.
Rates é uma pequena vila histórica que se desenvolveu à volta do mosteiro fundado pelo Conde D. Henrique em 1100 por cima de um templo mais antigo e ganhou importância devido à lenda de São Pedro de Rates, primeiro bispo de Braga, tornando-se num local central no Caminho Português de Santiago de Compostela. No século XVI, o mosteiro desorganizou-se e é criada uma Comenda da Ordem de Cristo, cujo primeiro Comendador, o Cavaleiro Fidalgo Tomé de Sousa, que D. João III fez Governador do Brasil.
A freguesia de Balasar ganhou importância religiosa no século XX dado que se tornou famosa por todo o país devido aos milagres de Alexandrina, falecida em 1955, a qual ganhou fama de santa, beatificada pelo papa.